# Малочуев, Николай Александрович
Николай Александрович Малочуев (Молочуев; 30 ноября 1925, Ловцы, Луховицкий район — 7 декабря 1981, Ловцы, Московская область) — автоматчик взвода разведки роты управления 53-й гвардейской танковой бригады, гвардии младший сержант.

## Биография
Родился 30 ноября 1925 года в селе Ловцы Зарайского уезда Рязанской губернии, Луховицкого района Московской области,. Окончил 7 классов Ловецкой средней школы. Работал в колхозе.
В январе 1943 года был призван в Красную Армию. Прошел подготовку в запасном полку и с августа 1943 года участвовал в боях с захватчиками. Служил автоматчиком в мотострелковой бригаде. В сентябре 1943 года участвовал в форсировании реки Днепр в районе города Переяславля-Хмельницкого. Одним из первых в составе отделения автоматчиков переправился через реку. В результате стремительной атаки бойцы отделения освободили 2 населенных пункта и закрепились там. В этом бою сержант Малочуев был ранен в обе ноги и лицо осколком гранаты. Вернувшись после госпиталя на фронт, воевал в составе 53-й гвардейской танковой бригады 3-й гвардейской танковой армии.
24 июля 1944 года в бою у села Куликув гвардии младший сержант Малочуев скрытно подобрался к вражескому пулемету, мешавшему продвижению наших войск, и забросал его гранатами. Из наградного листа: «. противник своим пулеметом простреливал подходы к переправе через реку Лопушанку. Малочуев… тщательно маскируясь, невзирая на огонь противника… сумел пробраться к вражескому пулемету на бросок гранаты. Как только утих вражеский пулемет, воодушевленные примером тов. Малочуева бойцы пошли через переправу, и населенный пункт был взят».
Приказом от 17 августа 1944 года гвардии младший сержант Малочуев Николай Александрович награждён орденом Славы 3-й степени.
15 января 1945 года в бою за город Влощова гвардии младший сержант Малочуев с группой бойцов гранатами подорвали 4 автомашины и 9 фашистов.
Приказом от 7 марта 1945 года гвардии младший сержант Малочуев Николай Александрович награждён орденом Славы 2-й степени.
В боях 16 апреля — 6 мая 1945 года при взятии Берлина гвардии младший сержант Малочуев доставлял командованию ценные сведения о противнике, истребил большое количество противников. Из наградного листа: «18 апреля 1945 года, действуя в селе Зембра, Малочуев, пробравшись в село, устроил налет на штаб батальона, в результате чего уничтожил 18 противников. На боевом счету тов. Малочуева за период наступления с 16 апреля 1945 г. 116 противников уничтожено и 40 взято в плен».
День Победы встретил в столице Чехословакии городе Праге.
Указом Президиума Верховного Совета СССР от 27 июня 1945 года за исключительное мужество, отвагу и бесстрашие, проявленные в боях с вражескими захватчиками гвардии младший сержант Малочуев Николай Александрович награждён орденом Славы 1-й степени. Стал полным кавалером ордена Славы.
После войны продолжил службу в армии, стал офицером. Член ВКП/КПСС с 1949 года. В 1950 году старший лейтенант Малочуев уволен в запас.
Вернулся домой. В 1960 году окончил Московскую областную партшколу. Жил в родном селе. Возглавлял исполком Ловецкого сельсовета, проводил патриотическую работу среди молодежи. Скончался 8 декабря 1981 года. Похоронен на кладбище села Ловцы.

## Награды
Награждён орденами Славы 3-х степеней, «Знак Почета», медалями.

## Память
В родном селе его именем названа улица, на которой он жил, на здании школы установлена мемориальная доска.